# Comuna Zoziv, Lîpoveț
Zoziv (în ucraineană Зозів) este o comună în raionul Lîpoveț, regiunea Vinnița, Ucraina, formată din satele Oleksandrivka și Zoziv (reședința).

## Demografie
Componența lingvistică a satului Zoziv
     Ucraineană (99,58%)
     Alte limbi (0,42%)
Conform recensământului din 2001, majoritatea populației satului Zoziv era vorbitoare de ucraineană (99,58%), existând în minoritate și vorbitori de alte limbi.